# Vicente Mota
Vicente León de la Mota (Provincia de La Rioja, ca. 1805 – Solca partido de los Llanos, 8 de agosto de 1851) fue un militar y político argentino, que ejerció como Gobernador de la provincia de La Rioja entre los años 1846 y 1848; tras su derrocamiento fue fusilado.

## Su carrera y gobierno
Fue criado por el cura fray Narciso de la Mota, presbítero a cargo del partido de los Llanos, quien le costeó su educación.
Fue un hacendado y militar que ascendió rápidamente en las milicias de su tiempo, siendo nombrado con el grado de coronel.
Ejerció como gobernador de su provincia en los difíciles años de 1846 a 1848, período en el cual se encontraban subvertido el orden interno de la provincia y exhausto su erario, gravado con una enorme deuda; logró ordenar la situación en gran medida. Durante su gestión se ocupó de fomentar la producción minera en su provincia y promover nuevas emisiones monetarias en la Casa de la Moneda de la Rioja, que era la más importante del país en su tiempo; además de sendas medidas tendientes a fomentar el comercio con las provincias vecinas y Chile. Alineado políticamente con Juan Manuel de Rosas, la grave situación económica de la provincia lo llevó a tomar una serie de medidas tendientes fomentar la obra pública, para lo que eligió como ministros de su gobierno a Tomás Valdez, exsoldado realista vecindado en La Rioja, y Bartolomé Saraví, que era de origen porteño. Otra medida de gobierno que se destacó fue la de dividir el partido de Los Llanos en dos distritos diferentes, creando además en el Oeste un nuevo departamento con cabecera en Vinchina. Modificó el reglamento de Aduanas que había sido sancionado un año antes.

## Fin de su gobierno y muerte
La legislatura provincial había colaborado en forma eficiente con el gobierno hasta comienzos del año 1847, en que comenzó a verse una falta de apoyo. El año 1848, el entonces Coronel Ángel Vicente Peñaloza ,junto con el comandante de los Llanos Andrés Ocampo y Manuel Vicente Bustos comenzaron a conspirar en contra de su gobierno. Frente a ésta amenaza el gobernador buscó ayuda en a los comandantes de los distritos del norte, como Famatina, Guandacol y Arauco. El 2 de marzo estalló la revolución en su contra encabezada por Manuel Vicente Bustos, siendo tomado prisionero, ese mismo día la Sala Legislativa aceptó su renuncia.
Fue fusilado en el partido de Los Llanos por orden del propio Bustos el 8 de agosto de 1851, siendo enterrado en la capilla de Solca.